# رامون رودريغو دي فريتاس
رامون رودريغو دي فريتاس (بالبرتغالية: Ramón Rodrigo de Freitas‏) (7 أبريل 1983 ببيلو هوريزونتي في البرازيل - ) هو لاعب كرة قدم برازيلي في مركز الوسط. لعب مع جمعية بورتوغيزا الرياضية وغريميو بورتو أليغرينزي ونادي جنوب الصين ونادي غوياس ونادي فيغورينسي ونادي كوريتيبا ونادي بوتافوغو اس بي ونادي أوبيرابا الرياضي ونادي أمريكا وUnião Recreativa dos Trabalhadores ‏ ونادي بوا إيسبورت.

## وصلات خارجية
- رامون رودريغو دي فريتاس على موقع قاعدة بيانات كرة القدم.إي يو (الإنجليزية)
- رامون رودريغو دي فريتاس على موقع Soccerway.com (الإنجليزية)